# Bjał izwor (obwód Kyrdżali)
Bjał izwor (bułg. Бял извор) – wieś w Bułgarii, w obwodzie Kyrdżali, w gminie Ardino. Według danych szacunkowych Ujednoliconego Systemu Ewidencji Ludności oraz Usług Administracyjnych dla Ludności, 15 czerwca 2020 roku miejscowość liczyła 1 644 mieszkańców.

## Geografia
Miejscowość znajduje się we wschodniej części Rodopów. W pobliżu znajduje się szczyt górski Momini gyrdi (893,6 m n.p.m.) oraz Ałada (1241 m n.p.m.).

## Demografia
W spisie z 1 lutego 2011 r. na ogólną liczbę 1646 osób, 104 osoby wskazały przynależność do „bułgarskiej” grupy etnicznej, 1043 – „tureckiej”, a 485 nie udzieliło odpowiedzi.

## Historia
Wieś znalazła się na terytorium Bułgarii w 1912 roku pod turecką nazwą Ak-bunar. Nazwa Została przemianowana na Bjał izwor rozporządzeniem ministerialnym nr 3225, ogłoszonym 21 września 1934 r.

## Infrastruktura
We wsi znajduje się poczta, liceum im. Christa Smirnenskiego, przedszkole Mir, a także służba zdrowia, weterynarz, czitaliszte Probuda i czitaliszte Jaworow.

## Osoby związane z miejscowością

### Urodzeni
- Mechmet Dikme (1966) – bułgarski polityk